# Alonzo Cushing
Alonzo Hereford Cushing (Delafield, 19 de enero de 1841 - Cemetery Ridge, cerca de Gettysburg, 3 de julio de 1863) fue un oficial de artillería del Ejército de la Unión durante la guerra de Secesión estadounidense. Murió en combate durante la batalla de Gettysburg mientras defendía la posición de la Unión en Cemetery Ridge contra la carga de Pickett. En 2013, 150 años después de la muerte de Cushing, fue nominado para la Medalla de Honor. La nominación fue aprobada por el Congreso de los Estados Unidos y enviada para revisión al Departamento de Defensa y al presidente.
El 26 de agosto de 2014, la Casa Blanca anunció que se le otorgaría póstumamente la Medalla de Honor, y el presidente Barack Obama presidió la ceremonia oficial el 6 de noviembre de 2014. Helen Bird Loring Ensign, prima hermana por línea doble, recogió la medalla en nombre de Cushing, ya que este no dejó descendencia directa.

## Primeros años
Cushing nació en lo que ahora es la ciudad de Delafield, Wisconsin, y se crio en Fredonia, Nueva York. Su hermano menor fue el futuro oficial de la Armada de la Unión, el comandante William B. Cushing. Eran los más jóvenes de cuatro hermanos que finalmente sirvieron en las fuerzas de la Unión. Su hermano Howard murió durante la campaña de las Guerras Indias en 1871.

## Servicio en la guerra de Secesión

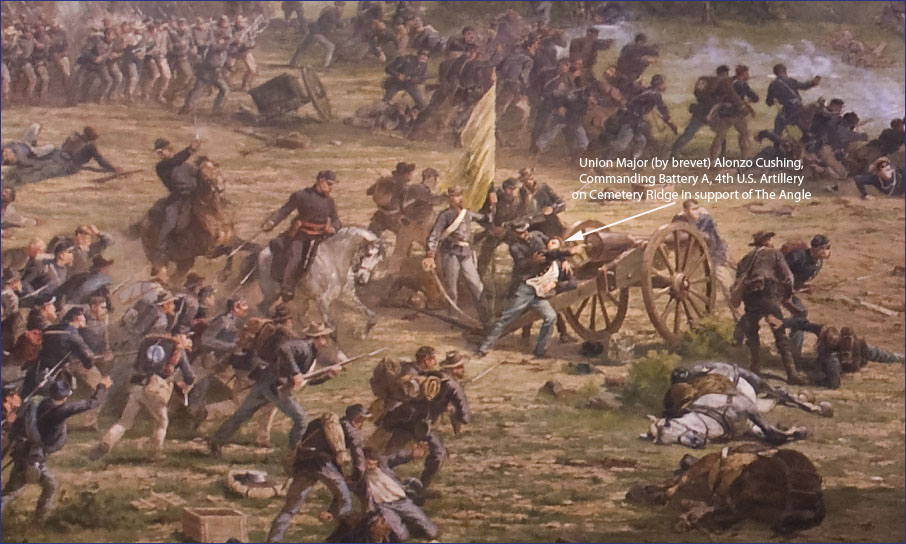
Cushing en el ciclorama de Gettysburg.

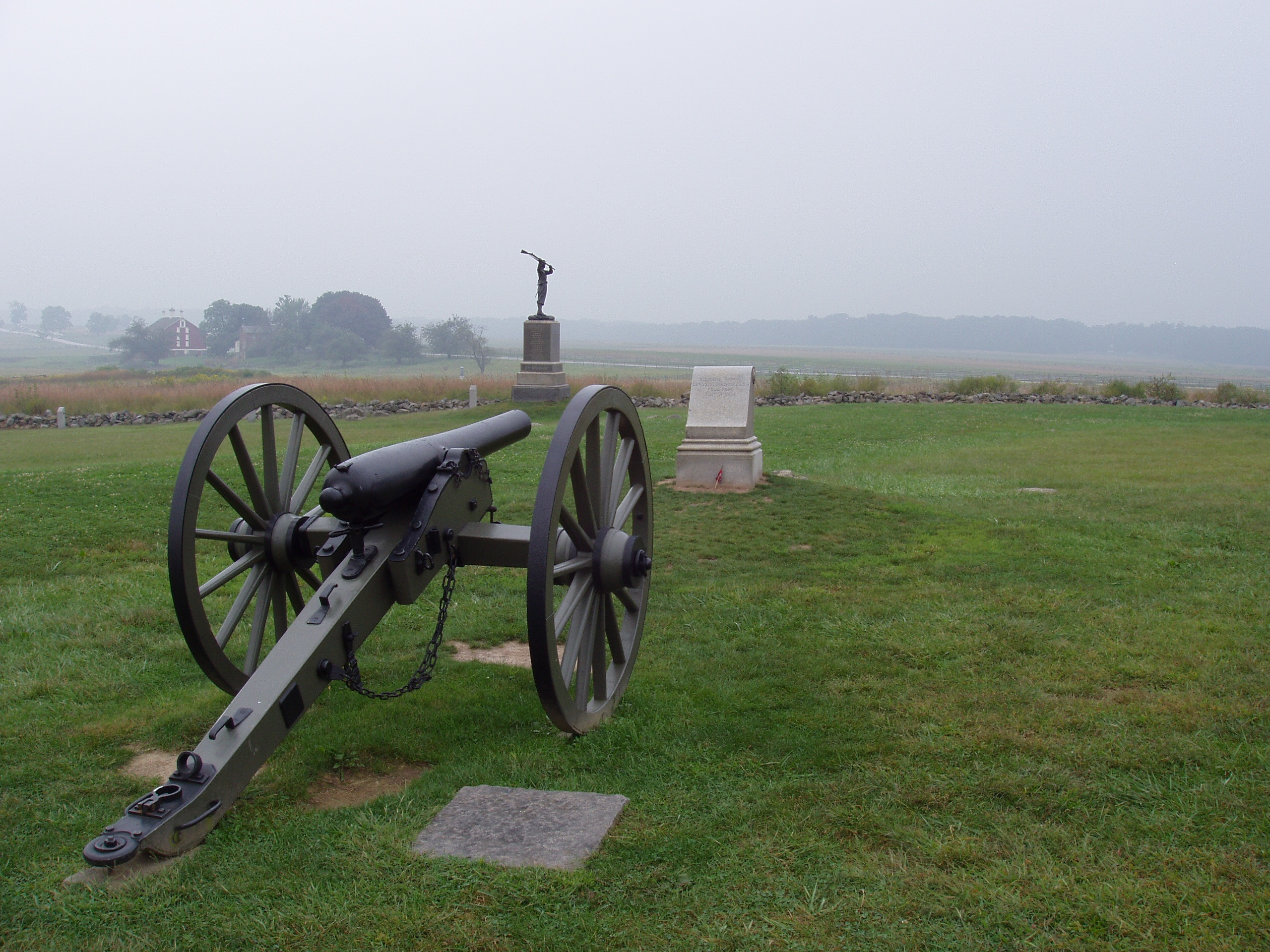
La batería de Cushing en Gettysburg.

Cushing se graduó de la Academia Militar de los Estados Unidos en West Point, Nueva York, como parte de la clase de junio de 1861. Fue nombrado segundo y primer teniente el mismo día, y ascendido a mayor después de la batalla de Chancellorsville.

### Batalla de Gettysburg
Cushing comandó la Batería A del 4.º Regimiento de Artillería de los Estados Unidos en la Batalla de Gettysburg, y fue aclamado por sus contemporáneos por su comportamiento heroico en el tercer día de la batalla. Fue herido tres veces. Primero, un fragmento de proyectil le atravesó el hombro. Luego resultó gravemente herido por un segundo fragmento de proyectil que le atravesó el abdomen y la ingle. Esta herida dejó al descubierto sus intestinos, que mantuvo en su lugar con la mano mientras continuaba comandando su batería. Tras estas heridas, un oficial de mayor rango le dijo: «Cushing, ve a la retaguardia». Cushing, debido al escaso número de hombres que quedaban, se negó a retroceder. La gravedad de sus heridas le impidió gritar sus órdenes por encima de los sonidos de la batalla. Así, fue sostenido en el aire por su primer sargento Frederick Füger, quien transmitió fielmente las órdenes de Cushing.

## Fallecimiento
Cushing murió en Gettysburg cuando una bala entró en su boca y salió por la parte posterior de su cráneo. Murió en el campo de batalla en el apogeo de la batalla. Tenía 22 años.  
Su cuerpo fue devuelto a su familia y luego enterrado en el cementerio de West Point en la Sección 26, Fila A, Tumba 7. Por orden de su madre, Mary, su lápida lleva la inscripción «Fiel hasta la muerte». Su tumba está junto a la del mayor general John Buford, otro héroe de Gettysburg, que había elegido el campo de batalla que Cushing había muerto defendiendo.

## Legado
Cushing fue ascendido a teniente coronel a título póstumo.

## Medalla de Honor

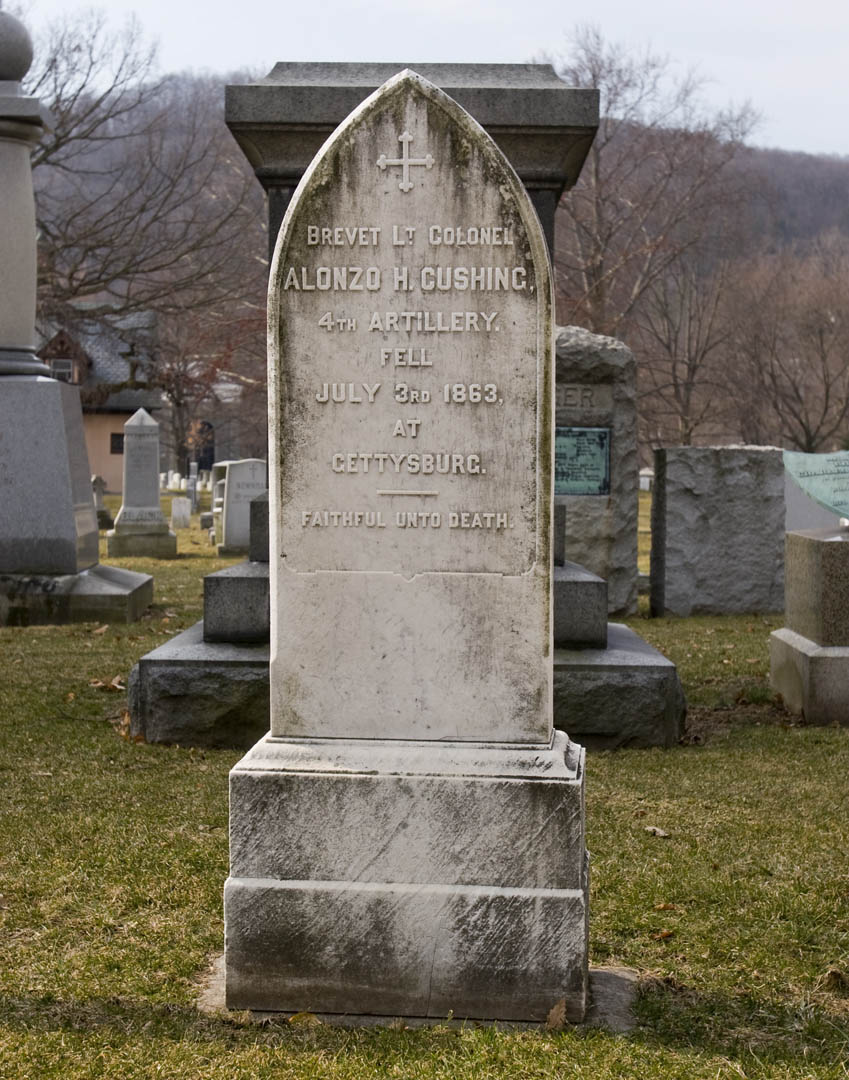
La lápida de Cushing en el cementerio de West Point.

Cushing fue nominado para una concesión tardía de la Medalla de Honor, comenzando con una campaña de cartas a fines de la década de 1980 por una electora del senador William Proxmire de Wisconsin. Margaret Zerwekh comenzó su campaña para honrar a Cushing en 1987 con una carta al senador Proxmire. Ella vivió en una propiedad que alguna vez fue propiedad del padre de Cushing en Delafield, Wisconsin y pasó años investigando sus antecedentes. Durante años, recibió cartas modelo a cambio de sus cartas en defensa de Cushing hasta principios de la década de 2000. La medida también fue defendida por el congresista Ron Kind del tercer distrito congresional de Wisconsin. En 2002, el senador Russ Feingold (demócrata de Wisconsin) nominó a Cushing para la Medalla de Honor y, tras una larga investigación, el Ejército de los Estados Unidos aprobó la nominación en febrero de 2010. Para que la medalla fuera otorgada, debía ser aprobada por el Congreso de los Estados Unidos. El 20 de mayo de 2010 se anunció que Cushing recibiría la Medalla de Honor, 147 años después de su muerte.
Sin embargo, la disposición que otorgaba a Cushing la Medalla de Honor fue eliminada de un proyecto de ley de gastos de defensa por el senador Jim Webb (demócrata de Virginia) en diciembre de 2012. En diciembre de 2013, el Senado aprobó un proyecto de ley de defensa que incluía una disposición que otorgaba a Cushing la Medalla de Honor. La nominación fue enviada al Departamento de Defensa para su revisión, antes de ser aprobada por el  presidente Barack Obama. El 26 de agosto de 2014, la Casa Blanca anunció que Cushing recibiría póstumamente la Medalla de Honor. El 6 de noviembre de 2014, 151 años después de la muerte de Alonzo Cushing, el presidente Obama entregó el premio en una ceremonia en la Casa Blanca a la que asistieron dos docenas de familiares de la familia Cushing.
Cushing recibió la Medalla de Honor por la Orden General del Departamento del Ejército (DAGO) 2014-76 del 19 de diciembre de 2014.

### Mención de la Medalla de Honor
El Presidente de los Estados Unidos de América, autorizado por la Ley del Congreso del 3 de marzo de 1863, ha concedido en nombre del Congreso la Medalla de Honor al teniente primero Alonzo H. Cushing, del Ejército de los Estados Unidos.

El teniente primero Alonzo H. Cushing se distinguió por actos de valentía más allá del deber mientras servía como comandante de artillería en la Batería A del 4.ª de Artillería de los Estados Unidos, Ejército del Potomac en Gettysburg, Pensilvania, el 3 de julio de 1863 durante la Guerra Civil Americana.
Esa mañana, las fuerzas confederadas dirigidas por el general Robert E. Lee comenzaron a cañonear la posición del teniente primero Cushing en Cemetery Ridge. Usando lentes de campo, el teniente primero Cushing dirigió el fuego de su propia batería de artillería. Se negó a abandonar el campo de batalla tras ser alcanzado en el hombro por un fragmento de proyectil. Mientras continuaba dirigiendo el fuego, fue alcanzado de nuevo, esta vez sufriendo graves daños en el abdomen.
Aún negándose a abandonar su mando, se mantuvo firme ante la carga del general de división George E. Pickett y continuó dirigiendo un fuego devastador contra las fuerzas que se aproximaban. Mientras las fuerzas confederadas se acercaban, el teniente primero Cushing fue alcanzado en la boca por una bala enemiga y cayó muerto junto a su cañón.

Su valiente posición y su intrépido liderazgo infligieron graves bajas a las fuerzas confederadas y abrieron grandes brechas en sus líneas, afectando directamente a la capacidad de las fuerzas de la Unión para repeler la carga de Pickett. El extraordinario heroísmo del teniente primero Cushing y su abnegación por encima y más allá de la llamada del deber a costa de su propia vida están en consonancia con las más altas tradiciones del servicio militar y reflejan un gran crédito sobre sí mismo, la Batería A del 4º de Artillería de EE.UU., Ejército del Potomac, y el Ejército de los Estados Unidos.

## Conmemoraciones
El campamento Alonzo H. Cushing n.° 5 de los Hijos de los Veteranos de la Unión de la Guerra Civil presta servicio a la región del condado de Ozaukee en Wisconsin.
Un pequeño parque estatal en Delafield fue dedicado a la memoria de Cushing y dos de sus hermanos, William y Howard.  Si bien el parque sigue dedicado a la memoria de los hermanos Cushing, ahora es propiedad de la ciudad de Delafield.
La escuela primaria Cushing en Delafield (parte del distrito escolar Kettle Moraine) también lleva el nombre de los hermanos.
Un monumento de piedra en honor a Cushing marca el lugar donde murió en combate durante la batalla de Gettysburg. El marcador está ubicado en Cemetery Ridge, a lo largo de la avenida Hancock, en el lugar conocido como The Angle.
En 2015, el comandante en jefe de la Orden Militar de la Legión Leal de los Estados Unidos (MOLLUS, por sus siglas en inglés) eligió póstumamente al teniente Cushing como compañero de la Orden.
El apoyo de los Houston Texans de la NFL, Brian Cushing, es pariente lejano de Alonzo Cushing y sus hermanos.
Cushing es mencionado por su nombre, y su muerte retratada, en la película Gettysburg .
El poema El cuerpo de John Brown de Stephen Vincent Benét contiene una estrofa que conmemora la muerte de Cushing en Gettysburg:

Cushing dirigió sus últimos cañones hacia la línea de batalla. El resto había sido destrozado por el fuego de artillería de Lee. Se aferró a la fuerza mientras la carga se acercaba a la muralla, y su cañón le habló por una vez antes de caer al suelo.